# Yuzuriha Nekoi
Yuzuriha Nekoi (護刃 猫依?, Nekoi Yuzuriha) è un personaggio dell'anime e manga X delle CLAMP. Sotto il nome di Nekoi si nasconde anche una delle autrici, che si divertono più volte a nascondersi fra i nomi dei personaggi da loro creati. Lei è un Drago del Cielo, una delle sette persone che difendono l'umanità dalla distruzione voluta dai Draghi della Terra.
Nel set di tarocchi di X, Yuzuriha e il suo inugami, Inuki, rappresentano La Forza.

## Carattere
Solare, sempre in cerca di nuove amicizie: subito, infatti, stringe una grande amicizia con Sorata Arisugawa, di cui invidia le abilità in cucina, e, in seguito, con Kamui Shiro e Arashi Kishu. Da piccola si era ripromessa di innamorarsi della prima persona che, oltre sua nonna, si fosse mostrata in grado di vedere Inuki, il suo inugami: tale persona si rivelerà essere Kusanagi Shiyu, del quale Yuzuriha si innamorerà nonostante l'evidente differenza d'età, senza però essere a conoscenza del fatto che egli è uno dei Draghi della Terra. Fra tutti i personaggi della serie è la più giovane in assoluto.

### Inuki
Inuki è un inugami, lo spirito di un cane, visibile soltanto alla ragazza e a sua nonna, anch'essa padrona di più inugami. Riesce a trasformarsi in qualunque cosa Yuzuriha desideri, che sia una spada o uno scudo. Ha una vita propria e può anche morire, come accadrà quando difenderà Yuzuriha dall'attacco di Satsuki Yatoji. In seguito, però, Yuzuriha, scontrandonsi con Fuuma Mono, dimostra di desiderare di vivere e questo suo desiderio fa rinascere Inuki.

## Storia

### Manga
Il suo passato lo vediamo nel corso del manga: da piccola veniva derisa da tutti i suoi compagni perché nessuno vedeva il suo inugami e, quando ne parlava, tutti credevano fosse pazza. Questa condizione la rendeva molto triste, tanto da piangere spesso. Inviata dalla nonna a Tokyo per contattare Kamui Shiro, incontra Kusanagi Shiyu, il quale riesce a vedere il suo animale. In lacrime, lo abbraccia: lui è la prima persona oltre a sua nonna in grado di vedere Inuki. I due si conoscono, parlano e alla fine lei si innamora di lui, non sapendo che i due sono destinati ad essere avversari: Kusanagi, infatti, è un Drago della Terra. In seguito, affronta Satsuki Yatoji che le pone una domanda: "Perché non si possono uccidere gli esseri umani?". A questa domanda la ragazza non saprà trovare risposta: a causa della sua esitazione, Satsuki fa per colpirla, ma Inuki si frappone tra loro e muore per difendere Yuzuriha. Salvata da Kusanagi, lui le dà una risposta, molto simile a quella che anche Yuto Kigai aveva fornito poco prima alla stessa Satsuki. Yuzuriha decide quindi di continuare a combattere in memoria di Inuki, per il quale troverà anche il coraggio di confessare il proprio amore a Kusanagi. In seguito, è lei stessa, grazie al suo desiderio di vivere, a far rinascere Inuki. 

### Anime
Nell'anime, al personaggio di Yuzuriha e alla sua storia non vengono apportati cambiamenti significativi. Nella parte dell'anime creata in mancanza del finale del manga, la si vede assistere i feriti, soprattutto Kusanagi. Assiste quindi da lontano allo scontro finale tra Kamui e Fuuma.
Nell'anime è doppiata da Kumi Sakuma nella versione originale e da Alessandra Karpoff nella versione italiana.

### Film
Nel film X Nekoi si avvia insieme a Seiichiro Aoki e Karen Kasumi contro i nemici ma loro, preoccupati per l'incolumità della giovane ragazza, decidono di andare senza di lei: il risultato è la morte di entrambi e questo servirà a spronare la ragazza. Combatterà al fianco di Kamui contro Kusanagi, che nel film non mostra alcun interesse per lei, e Yuto Kigai, finendo per essere uccisa da lui.
Nel film è doppiata da Yukana Nogami nella versione originale e da Alessandra Karpoff nella versione italiana.

## Crossover
Una Yuzuriha di un altro mondo appare anche negli OAV di Tsubasa RESERVoir CHRoNiCLE, dove in un'altra Tokyo segue questa volta un altro capo, Fuuma Monou. Un'altra Yuzuriha appare anche nel mondo di Outo, assieme a Kusanagi e Inuki.